# Instytut Systemów Elektronicznych Politechniki Warszawskiej
Instytut Systemów Elektronicznych PW (ISE PW) – instytut naukowy i dydaktyczny Politechniki Warszawskiej, który prowadzi badania podstawowe i aplikacyjne oraz kształci studentów, doktorantów i kadry naukowe w różnych dziedzinach, między innymi: teorii obwodów i sygnałów, mikrosystemów i systemów pomiarowych, układów i systemów elektronicznych i optoelektronicznych, układów i aparatury mikrofalowej, sztucznej inteligencji. 
Instytut wchodzi w skład Wydziału Elektroniki i Technik Informacyjnych; mieści się w Warszawie przy placu Politechniki w gmachu im. prof. Janusza Groszkowskiego.

## Początki
Instytut został powołany w roku 1970, łącznie z pięcioma innymi instytutami (Radioelektroniki, Telekomunikacji, Automatyki, Informatyki, Technologii Elektronowej), w ramach ówczesnego Wydziału Elektroniki PW pod nazwą Instytut Podstaw Elektroniki. Głównym zadaniem Instytutu była wówczas podstawowa dydaktyka zawodowa na poziomie wyższym w zakresie teorii obwodów, układów elektronicznych i miernictwa elektronicznego (bazująca na badaniach naukowych w tym zakresie) prowadzona dla całego Wydziału Elektroniki. Obecną nazwę Instytut posiada od roku 1988. Zakres tematyczny dydaktyki i badań został ewolucyjnie przesunięty z obwodów i układów w kierunku teorii sygnałów i systemów elektronicznych, także mikrosystemów oraz ich aplikacji. 
Twórcami Instytutu Podstaw Elektroniki i późniejszego Instytutu Systemów Elektronicznych byli profesorowie: Adam Smoliński, Czesław Rajski, Wiktor Golde, Jerzy Osiowski, Jacek Kudrewicz, Andrzej Filipkowski, Jerzy Baranowski, Jerzy Helsztyński. Dyrektorami Instytutu w ostatnich kadencjach byli profesorowie: Janusz Dobrowolski (do 2005), Jerzy Szabatin (2005-2012),  Ryszard Romaniuk (2012–2016), a obecnie Tomasz Starecki (2016-2020). 

## Priorytety badawcze
Badania prowadzone przez Instytut Systemów Elektronicznych PW koncentrują się na następujących dziedzinach nauki: 
- komputerowe systemy pomiarowe: sieci pomiarowe, standardy przemysłowe, oprogramowanie systemów, automatyzacja pomiarów
- teoria sygnałów: analogowe i cyfrowe przetwarzanie sygnałów
- technika radarowa: w zastosowaniach cywilnych i wojskowych
- aparatura biocybernetyczna: biomedyczne systemy pomiarowe
- sztuczna inteligencja: algorytmy ewolucyjne, inteligencja obliczeniowa
- projektowanie systemów elektronicznych: teoretyczne ujęcie metod projektowania
- układy mikrofalowe: systemy gigahercowe i terahercowe
- optoelektronika: czujniki światłowodowe, światłowody Bragga, fotonika
- mikroukłady elektromechaniczne: mikroczujniki inteligentne
- zastosowania systemów elektronicznych: przemysłowe i badawcze. w astronomii, w eksperymentach fizyki wysokich energii, biomedyczne.

## Współpraca
ISE PW współpracuje z następującymi partnerami: CERN w Genewie w zakresie elektroniki dla eksperymentów fizyki wysokich energii, DESY w Hamburgu w zakresie elektroniki dla nadprzewodzących akceleratorów liniowych, ITER we Francji – budowa systemów kontrolno-pomiarowych dla przyszłej elektrowni termojądrowej, IPJ w zakresie elektroniki jądrowej, Jednostkami Badawczo Rozwojowymi w zakresie rozwoju systemów elektronicznych i optoelektronicznych. 
Współpraca z organizacjami zagranicznymi dotyczy realizacji grantów europejskich w ramach programów ramowych, na przykład CARE-Coordinated Accelerator Research in Europe, EuCARD.  

## Kształcenie kadry
Jednym z głównych zadań ISE PW, obok prowadzenia badań naukowych jest kształcenie kadry naukowej. W latach 1970–2010 trzydzieści osób związanych z Instytutem Systemów Elektronicznych otrzymało stopień doktora habilitowanego nauk technicznych a około 150 osób otrzymało stopień doktora nauk technicznych. Co roku ISE PW promuje kilkudziesięciu inżynierów i magistrów inżynierów z dziedziny elektroniki i technik informacyjnych.